# Paul Söllner
Paul Söllner (5 de junio de 1911-8 de abril de 1994) fue un deportista alemán que compitió en remo. Participó en los Juegos Olímpicos de Berlín 1936, obteniendo una medalla de oro en la prueba de cuatro con timonel.

## Palmarés internacional
| Juegos Olímpicos | Juegos Olímpicos  | Juegos Olímpicos | Juegos Olímpicos   |
| Año              | Lugar             | Medalla          | Prueba             |
| ---------------- | ----------------- | ---------------- | ------------------ |
| 1936             | Berlín (Alemania) | Medalla de oro   | Cuatro con timonel |